# Hierodula salomonis
Hierodula salomonis es una especie de mantis de la familia Mantidae.

## Distribución geográfica
Se encuentra en las islas Salomón.